# ロバート・オニール
ロバート・オニール（Robert O'Neill、 1976年4月10日 - ）は元Navy SEALs及び海軍対テロ特殊部隊隊員。自身がウサーマ・ビン・ラーディンを射殺したと主張し有名になった。

## 私生活
モンタナ州ビュート郡出身。
1994年にビュート セントラル高校を卒業　後、モンタナ工科大学に入学。
2004年3月に結婚し、少なくとも２人の子供がいるが、2013 年 2 月までに配偶者とは離婚している。

## 軍歴
1996年に海軍入隊後、BUD/Sに参加しSEALチーム2に配属。
2001年、チーム4に転属。
2004年、DEVGRUに転属。
2012年、海軍を退役。

## 退役後
2014年、2011年の「Operation Neptune Spear（海神の槍作戦）」に参加し、ウサーマ・ビン・ラーディンを自らが射殺したことを暴露。同年にFOXニュースのドキュメンタリー「The Man Who Killed Usama Bin Laden」に本人役で出演。2015年、同社が軍事関連の専門家として雇用すると発表。
2016年4月8日に飲酒運転の容疑で逮捕され、685ドル(約74,000円)の保釈金を支払い、数時間後に釈放されている。
2017年、回顧録「ジ・オペレーター (THE OPERATOR) - Firing the shots that killed Osama bin Laden. And my years as a SEAL Team Warrior -」を出版。